# Schloss Clermont (Le Cellier)

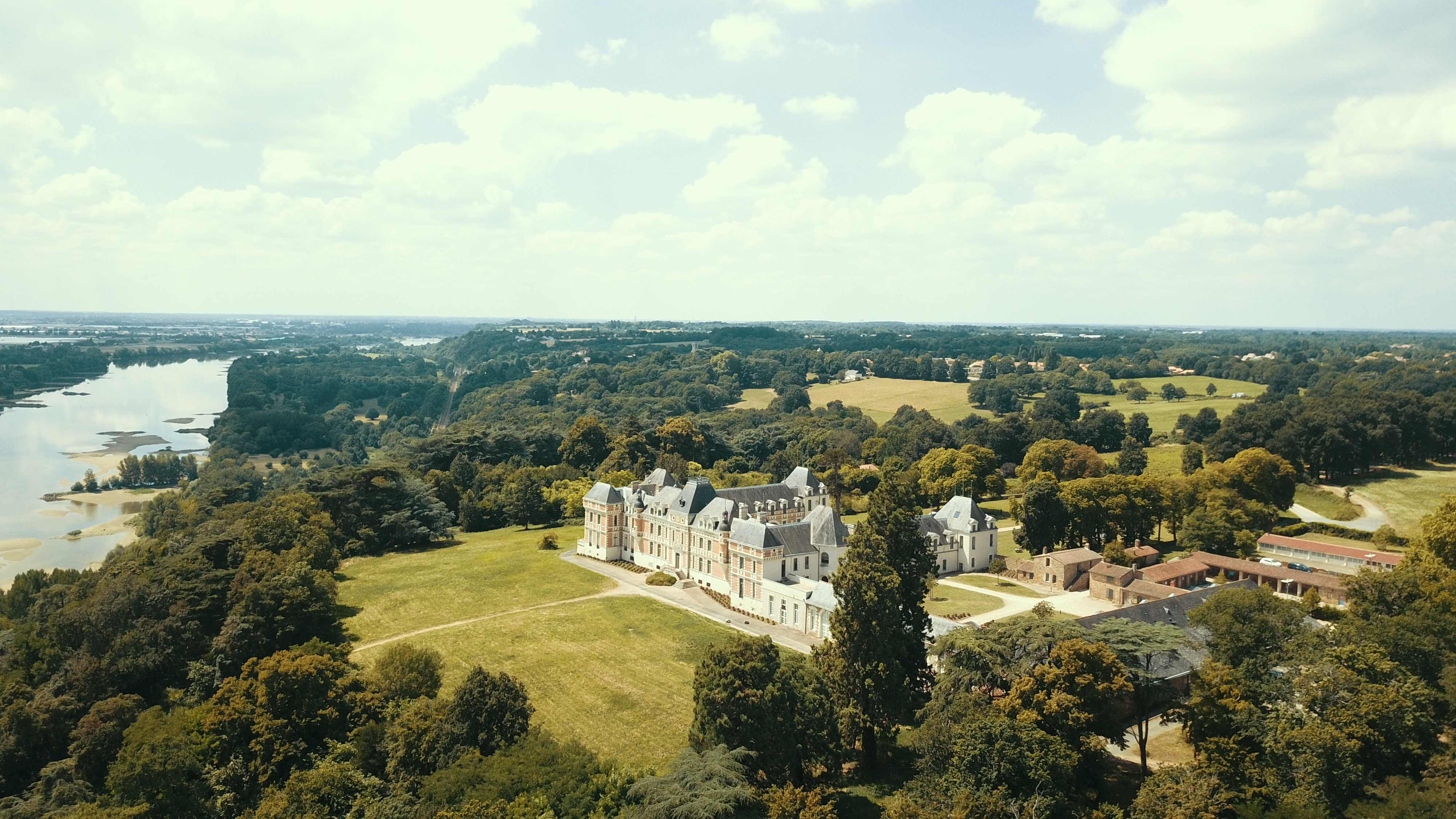
Schloss Clermont (Gesamtanlage)

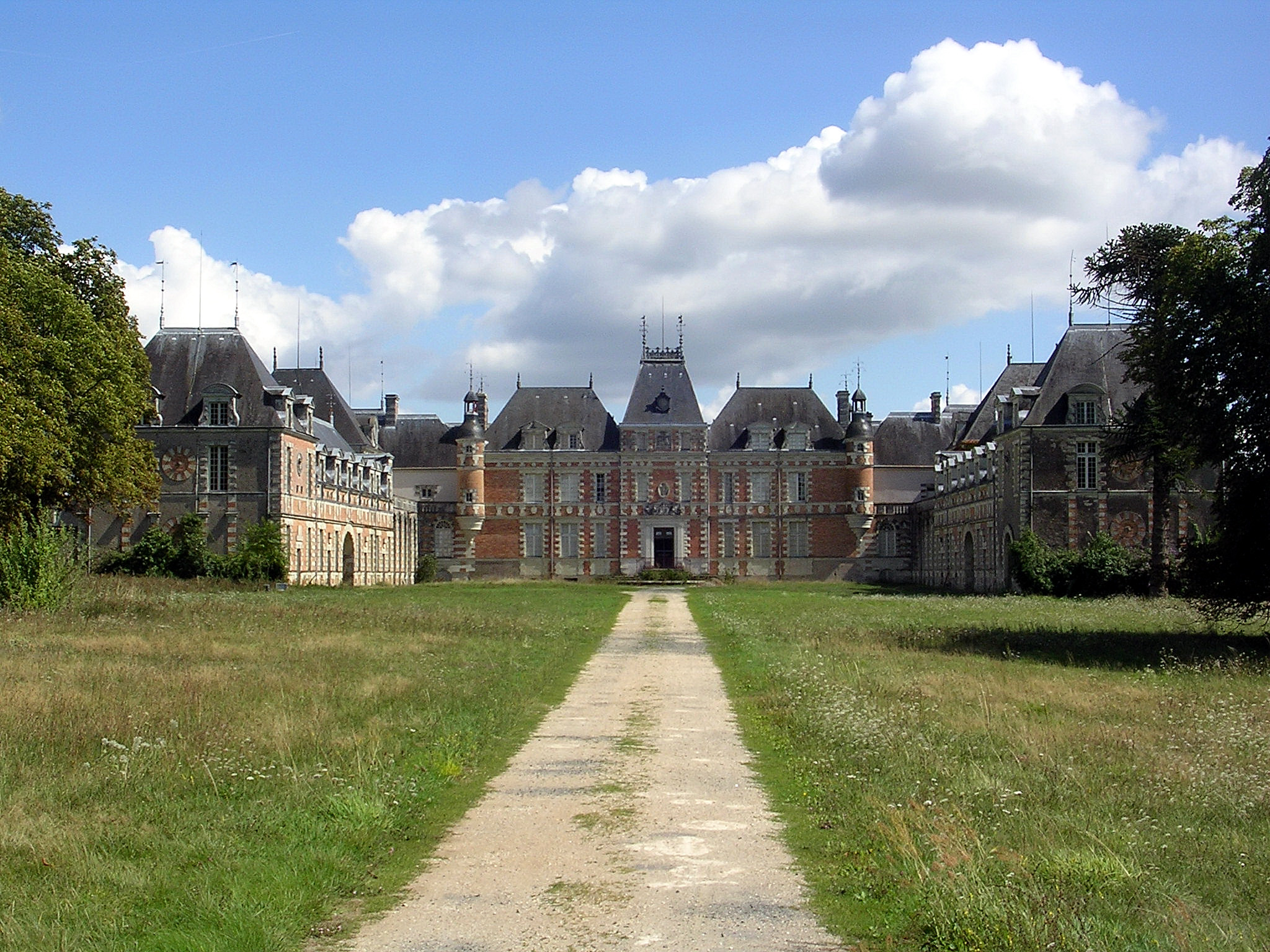
Das Schloss Clermont

Das Schloss Clermont ist ein zwischen 1643 und 1649 erbautes Schloss in der Gemeinde Le Cellier im französischen Département Loire-Atlantique. Besitzer des Schlosses waren die Familie de Maupassant und später der Schauspieler Louis de Funès. De Funès war seit 1943 mit Jeanne-Augustine Barthélémy de Maupassant verheiratet, einer Großnichte von Guy de Maupassant. Schloss Clermont ist seit dem 19. November 1941 als Monument historique in der französischen Denkmalliste eingetragen.

## Architektur

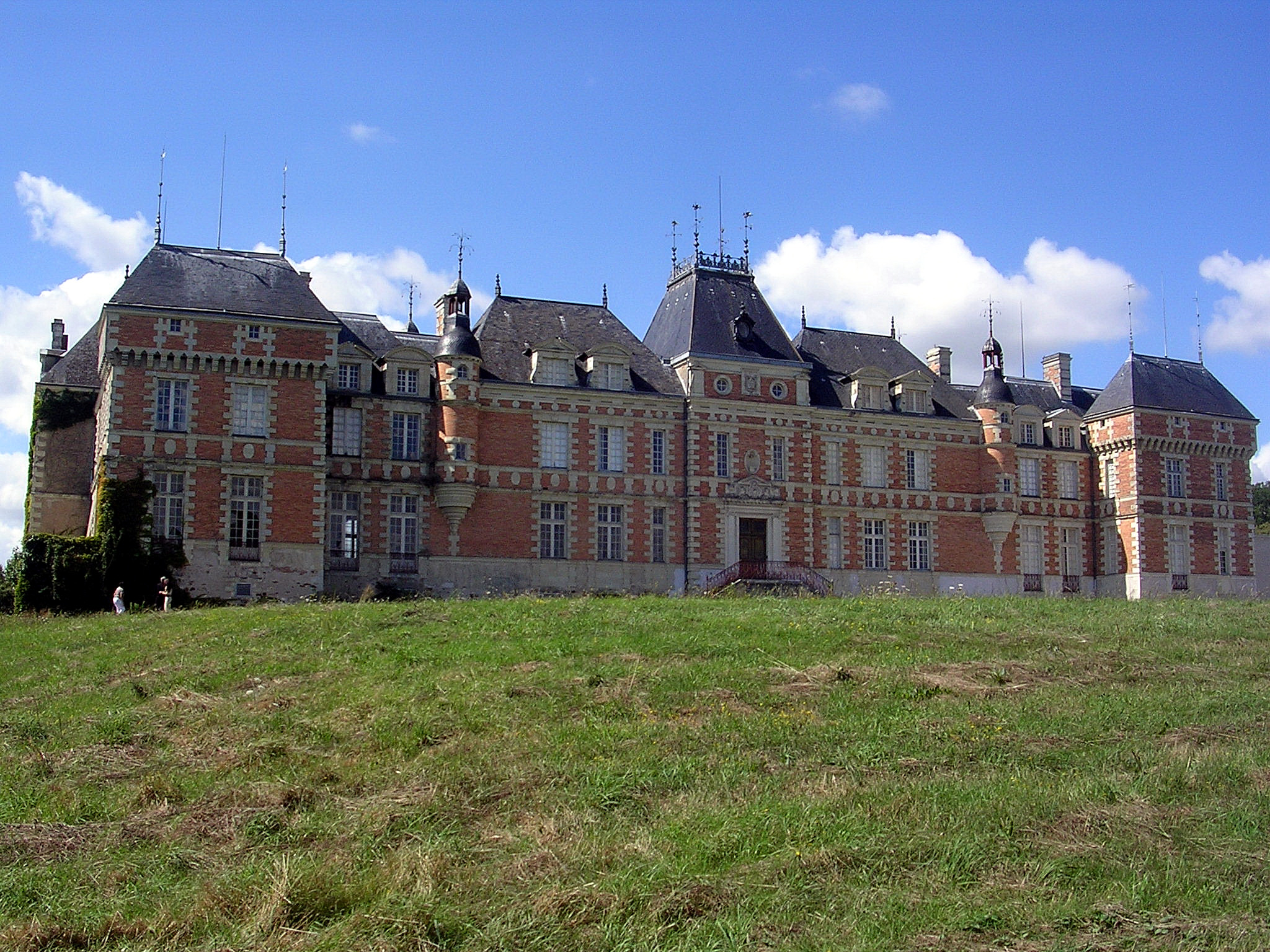
Süd-Ost-Fassade

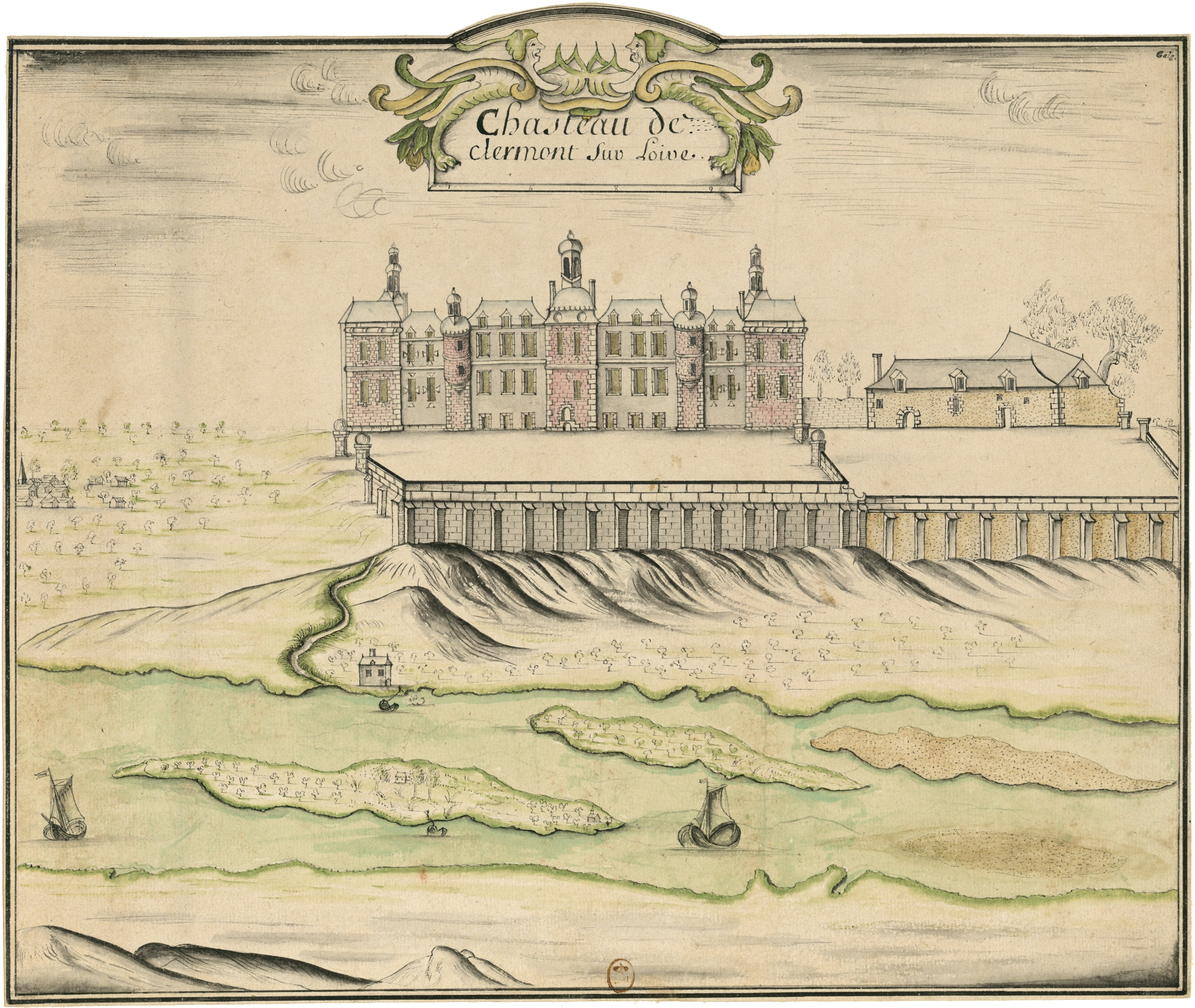
Zeichnung des Schlosses aus dem 17. oder 18. Jahrhundert

Das Schloss sieht im Wesentlichen noch so aus wie zur Zeit seiner Erbauung. An seiner Südseite hat man eine Aussicht auf die Loire sowie die Landschaften Mauges und Pays de Retz. Das Schloss ist von einem drei Hektar großen Park und einem 17 Hektar großen Weinberg umgeben. Louis de Funès hatte einen Rosengarten angepflanzt, der heute aber nicht mehr erhalten ist.
Das Schloss Clermont weist drei wesentliche Merkmale des Architekturstils der Zeit Ludwigs XIII. auf:
- weich wirkende Formen durch Verwendung von rosa Ziegeln und Mauerwerk
- das Hauptgebäude hat mehrere getrennte Schieferdächer
- der mittlere Teil des Gebäudes beherrscht die Konstruktion und beinhaltet die Haupttreppe

## Geschichte
Das Schloss wurde von der Familie Chenu de Clermont, einer Familie hochrangiger Militärbeamter, gebaut. René Chenu (1599–1672) war lange Zeit Gouverneur der Städte Oudon und Champtoceaux. Sein Sohn Hardy Chenu (1621–1683) war für die Befestigungen, Städte, Burgen und befestigten Städte der Bretagne verantwortlich.
Die Chenus waren Vasallen des Hauses Condé, das viele Besitztümer im Westen Frankreichs hatte. René Chenu war ein Zeitgenosse und loyaler Verbündeter von Henri II. de Bourbon, prince de Condé. Das Schloss wurde kurz nach der Schlacht bei Rocroi gebaut, in der Henris Sohn Louis den Thron Ludwigs XIV. sicherte und sich damit eine beträchtliche Belohnung verdiente.
Die Familie de Funès hatte einen Teil des Schlosses von einer Tante, einer Gräfin von Maupassant, geerbt und 1967 vollständig per Kerzenauktion ersteigert. Erst der große Erfolg des Films Drei Bruchpiloten in Paris erlaubte ihnen, das Anwesen zu renovieren. Bekannte Bewohner des Schlosses waren neben Louis de Funès unter anderem Émile Souvestre, Marie Dorval, William Turner  und Jules Sandeau.